# ستيف كالاغان
ستيف كالاغان (بالإنجليزية: Steve Callaghan)‏ هو كاتب سيناريو أمريكي، ولد في 14 نوفمبر 1968 في الولايات المتحدة.

## وصلات خارجية
- ستيف كالاغان على موقع IMDb (الإنجليزية)
- ستيف كالاغان على موقع ألو سيني (الفرنسية)
- ستيف كالاغان على موقع قاعدة بيانات الفيلم (الإنجليزية)